# José María Bueno y Monreal
José María Bueno y Monreal (Saragozza, 11 settembre 1904 – Pamplona, 20 agosto 1987) è stato un cardinale e arcivescovo cattolico spagnolo.

## Biografia
Nacque a Saragozza l'11 settembre 1904.
Papa Giovanni XXIII lo elevò al rango di cardinale nel concistoro del 15 dicembre 1958.
Partecipò al Concilio Vaticano II, schierandosi con l'ala conservatrice del Coetus Internationalis Patrum;  fu vicepresidente della Commissione dei vescovi e del governo delle diocesi.
Morì il 20 agosto 1987 all'età di 82 anni.

## Genealogia episcopale e successione apostolica
La genealogia episcopale è:
- Cardinale Scipione Rebiba
- Cardinale Giulio Antonio Santori
- Cardinale Girolamo Bernerio, O.P.
- Arcivescovo Galeazzo Sanvitale
- Cardinale Ludovico Ludovisi
- Cardinale Luigi Caetani
- Cardinale Ulderico Carpegna
- Cardinale Paluzzo Paluzzi Altieri degli Albertoni
- Papa Benedetto XIII
- Papa Benedetto XIV
- Cardinale Enrico Enriquez
- Cardinale Francisco de Solís Folch de Cardona
- Vescovo Agustín Ayestarán Landa
- Arcivescovo Romualdo Antonio Mon y Velarde
- Cardinale Francisco Javier de Cienfuegos y Jovellanos
- Cardinale Cirilo de Alameda y Brea, O.F.M.
- Cardinale Juan de la Cruz Ignacio Moreno y Maisanove
- Cardinale José María Martín de Herrera y de la Iglesia
- Patriarca Leopoldo Eijo y Garay
- Cardinale José María Bueno y Monreal

La successione apostolica è:
- Vescovo José Antonio Infantes Florido (1967)
- Vescovo Juan Antonio del Val Gallo (1969)
- Arcivescovo Antonio Montero Moreno (1969)
- Vescovo Rafael Bellido Caro (1973)
- Vescovo Ignacio Noguer Carmona (1976)
- Vescovo Jesús Domínguez Gómez (1977)